# Пшеняново
Пшеняново (укр. Пшонянове) — село в Лиманском районе Одесской области Украины. Расположено на берегу Тилигульского лимана.
Село Пшеняново (разговорное название, используемое местными жителями, — «Пшеняное») основано в 1885 году как немецкое поселение. Состоит из 2 отдельных частей — нижней (меньшей) и верхней (основной). В селе сохранилось старинное немецкое кладбище (могилы начала XIX века).
В селе до сих пор живёт много немцев.
В прежние времена село носило названия: Ной-Петербург (Neu Peterburg), Ивановка. В настоящее время[когда?]

 население составляет около 200 человек.
Поблизости села расположено садоводство «Стройгидравлик». Нарезка земельных участков началась в конце 80 годах прошлого века, земля предоставлялась работникам Одесского предприятия «Стройгидравлика».
В 2007 году в селе была установлена телефонная вышка телекоммуникационной компании МТС.
Расстояние до районного центра Доброслав всего 20 км, но из них 10 км — труднопроходимая грунтовая дорога, которая в зимнее время бывает непроходимой по несколько дней.

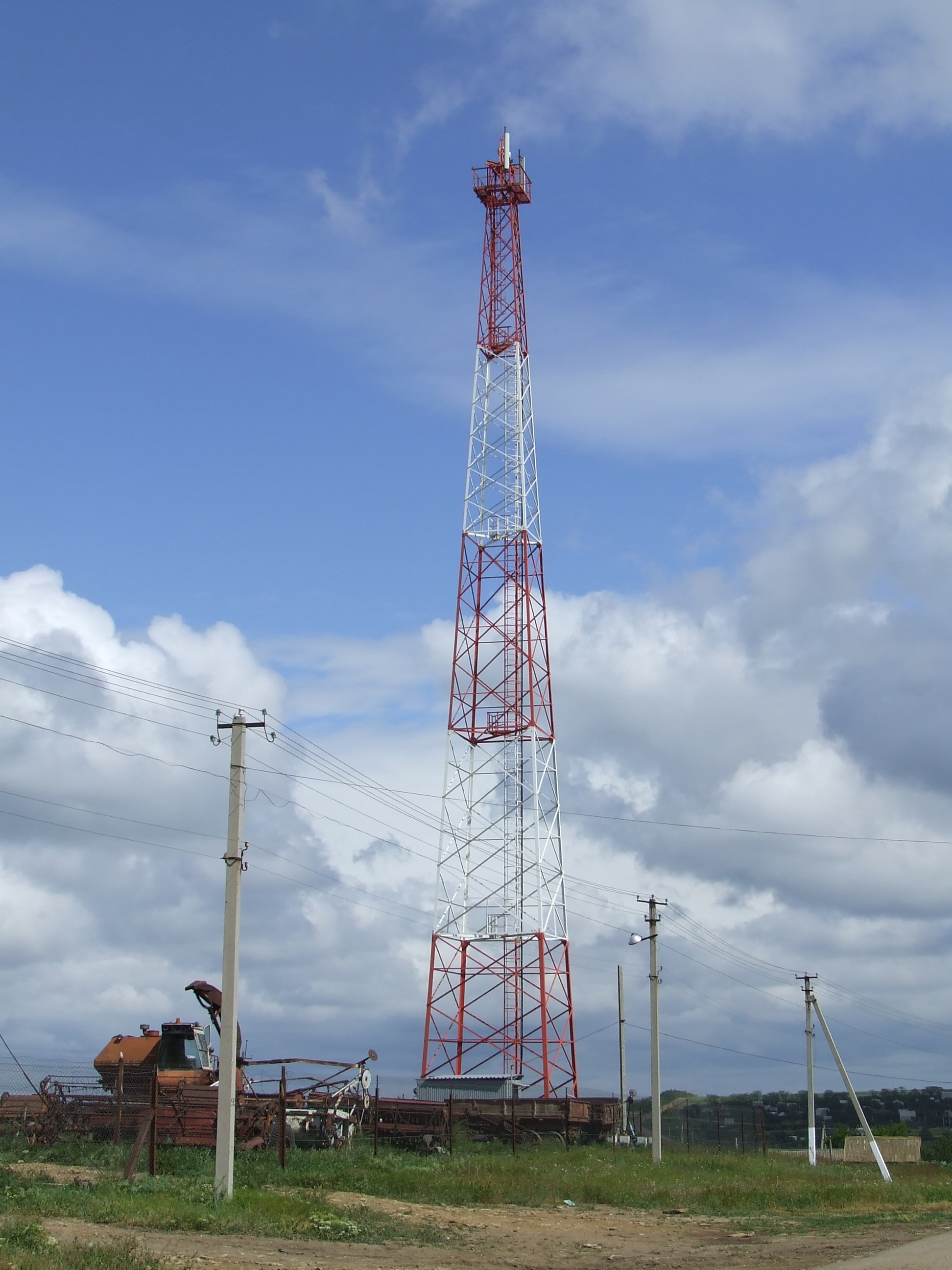
Телефонная вышка мобильной связи в с. Пшеняново
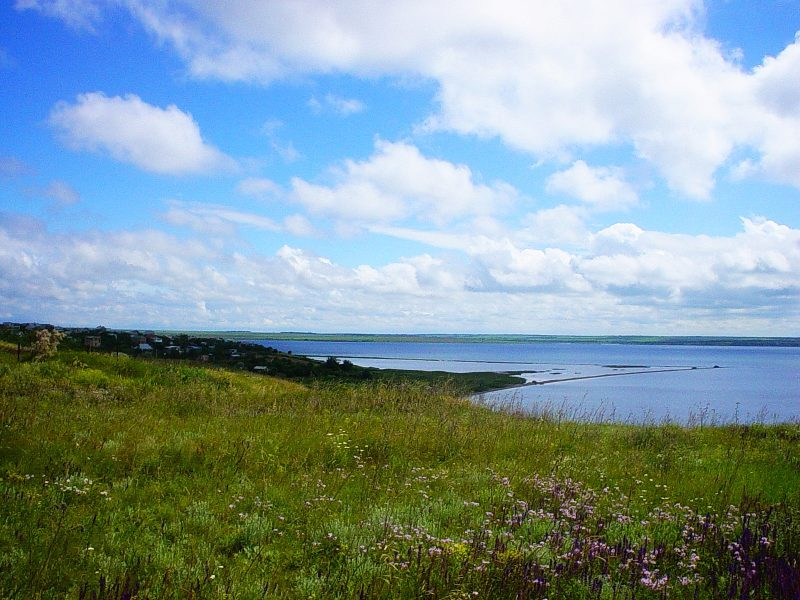
Ранжева коса около СТ «Стройгидравлик» с. Пшеняново
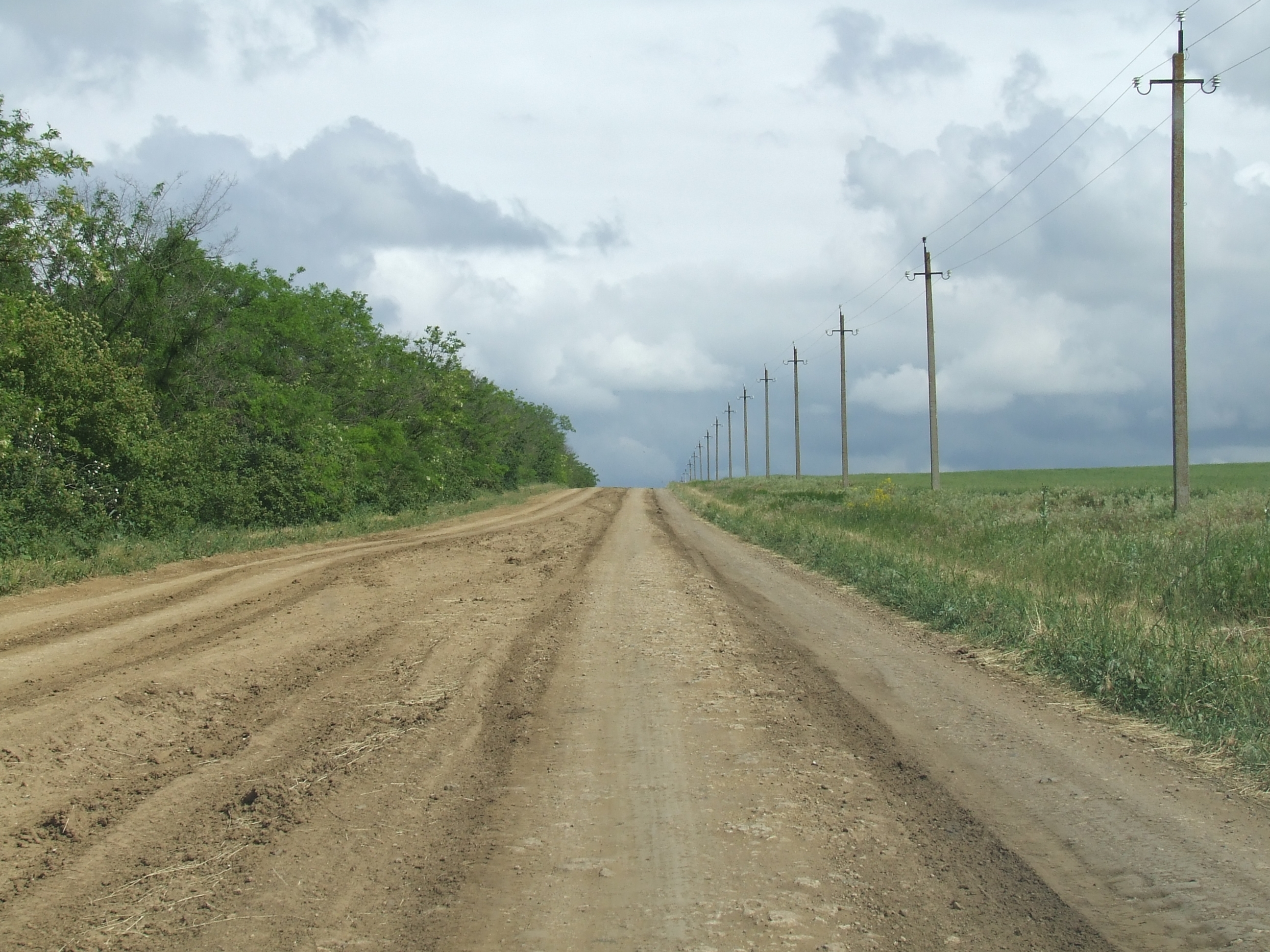
Дорога, ведущая от с. Кордон в с. Пшеняново, — единственная дорога, зимой бывает непроходима по нескольку дней/недель
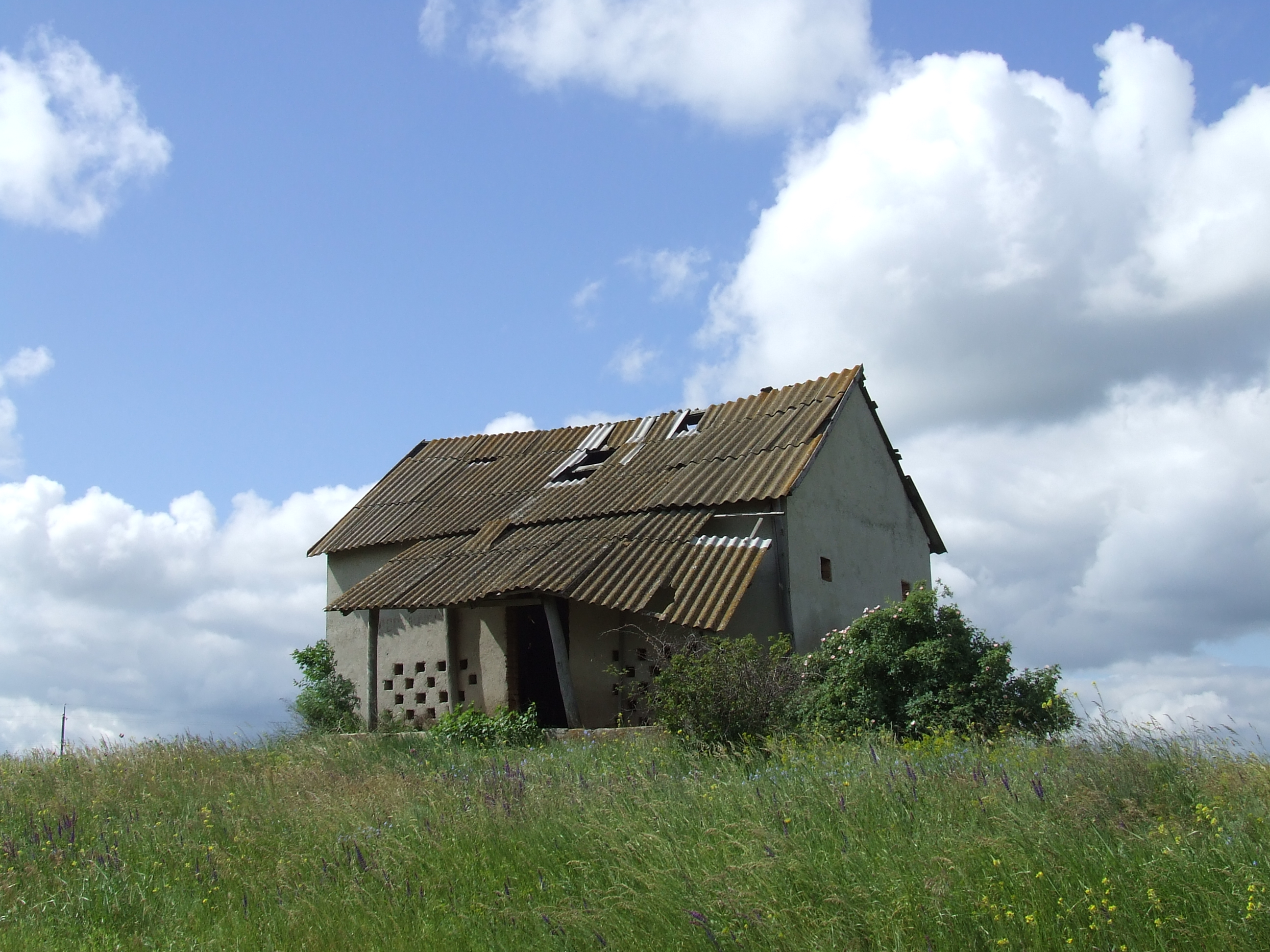
Заброшенное здание газовой конторы по дороге Кордон — Пшеняново
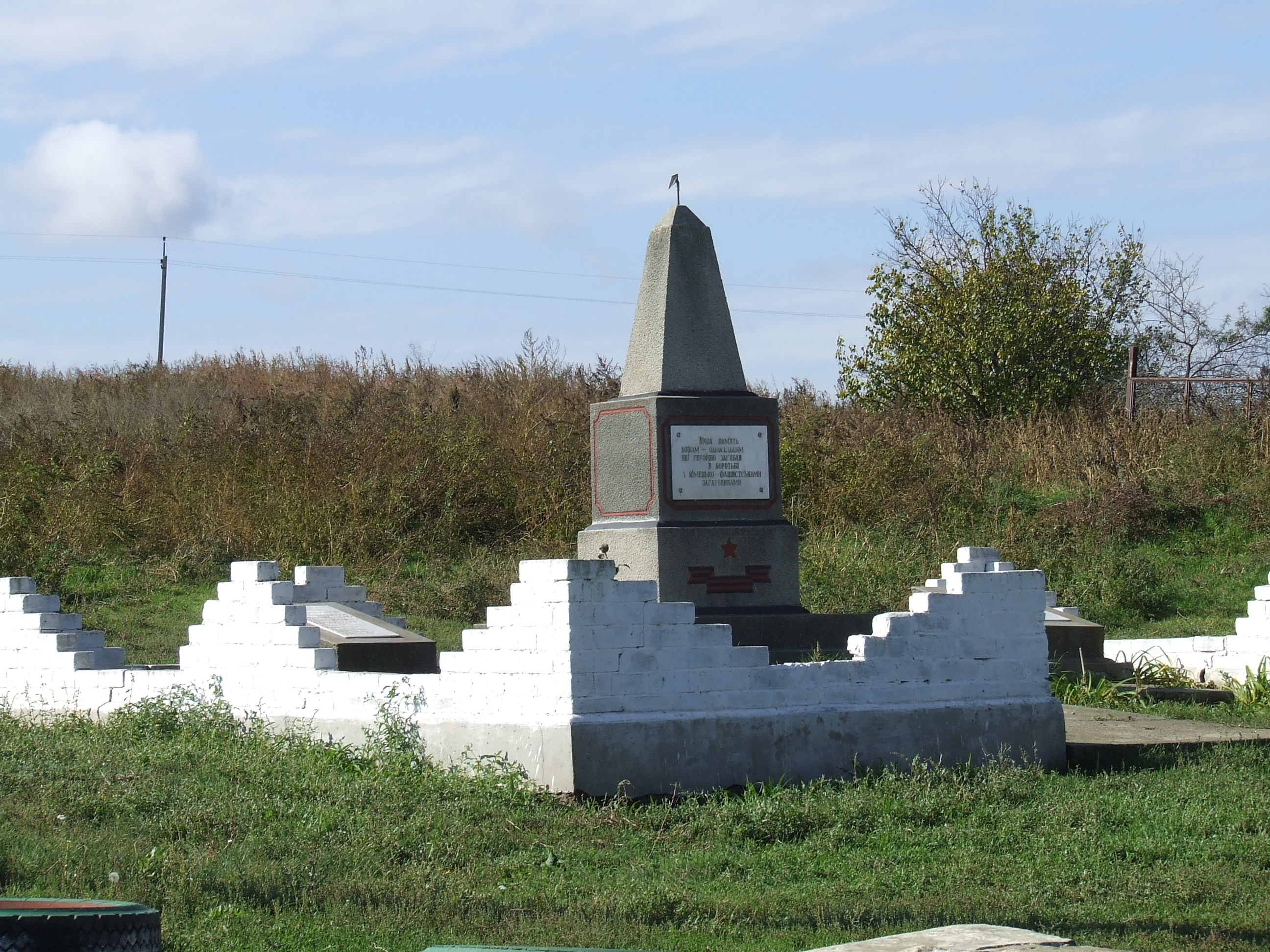
Памятник советским воинам, павшим во время Второй мировой войны